# Issitoq
Dans la mythologie inuit, Issitoq (ou Isitoq) est une divinité qui punit tous ceux qui brisent les tabous. Il prend généralement la forme d’un œil volant géant,.